# Olsztyńskie Noce Bluesowe
Międzynarodowy Festiwal Olsztyńskie Noce Bluesowe – olsztyński festiwal bluesowy organizowany od 1984 roku. Jego organizatorem jest Miejski Ośrodek Kultury w Olsztynie. Impreza tradycyjnie odbywa się w drugi weekend lipca w ramach Olsztyńskiego Lata Artystycznego. Jest to jedno z ważniejszych bluesowych wydarzeń w Polsce. W 2003 roku w plebiscycie organizowanym przez pismo Twój Blues został uznany za najlepsze wydarzenie bluesowe roku. Festiwal jest również znany na arenie międzynarodowej i gości muzyków spoza Polski.

## Historia
Pierwsza edycja festiwalu odbyła się w sierpniu 1984 roku. Na scenie wystąpili tacy artyści i zespoły jak: Tadeusz Nalepa, Ireneusz Dudek z zespołem Big Band, Kasa Chorych, Free Blues Band, Jan Skrzek, Jorgos Skolias, Stanisław Sojka, Dżem, OTT, czy Champion Jack Dupree. Druga edycja imprezy odbyła się w 1985 i trwała 4 dni. W czasie festiwalu po raz pierwszy w Polsce swój koncert miał amerykański muzyk Louisiana Red. W następnych latach festiwal nie odbywał się – został wznowiony dopiero w 1994 roku. W 2006 roku odbyła się piętnasta edycja imprezy.